# Ad Sinarum Gentem
 Ad Sinarum Gentem  (К китайскому народу) — название энциклики Римского папы Пия XII, которая была издана 7 октября 1954 года.

## История
В 1951 году Пий XII издал апостольское послание «Cupimus Imprimis», в котором критиковал проводимую политику властей КНР по отношению в Католической церкви, сравнивая ситуацию в Китае с преследованиями первых христиан. В этом же послании Пий XII дал отрицательную оценку движению тройной независимости, которое возникло в китайской общине. После этого апостольского послания ситуация в Китае не изменилась и поэтому Пий XII издал энциклику «Ad Sinarum Gentem», в котором обращается ко всему китайскому народу и китайской католической общине.
Энциклика была написана на фоне проходивших преследований христиан в Китае, изгнания из страны иностранных миссионеров, ареста многочисленных местных католических священнослужителей, мирян и дальнейшего формирования под эгидой коммунистических властей религиозного движения среди католиков, которое выступало за создание национальной китайской церкви, независимой от Святого Престола.
Последующим этапом в развитии китайской темы в посланиях Пия XII стала энциклика «Ad Apostolorum Principis», была написана в 1958 году, после того как в Китае были рукоположены два епископа без согласия святого Престола.

## Содержание
В энциклике Пий XII отвергает пропагандируемое властями общественное мнение, что Католическая церковь подрывает китайскую культуру и общество, подчёркивая, что церковь приветствует культурные различия, которые свойственны разным народам, поэтому церковь уважает особый характер китайского народа и уважает его традиции и обычаи.
Обращаясь к китайским католикам, Пий XII предупреждает их о последствиях отделения от вселенской церкви.